# ياب شرويرس
ياب شرويرس (بالهولندية: Jaap Schreurs) (19 نوفمبر 1913 – 16 فبراير 1983) كان رسّامًا وفنانًا غرافيكيًا هولنديًا، عُرف بأسلوبه التصويري الجديد الذي مزج بين الواقعية والتجريد. وُلد في لاهاي وتوفي في أوترخت، وترك إرثًا فنيًا غنيًا يتضمن أكثر من ألف عمل فني.

## النشأة والتعليم
وُلد شرويرس في لاهاي، هولندا، لوالده جاكوبوس لامبرتوس كايزر، وهو رسّام انطباعي، ووالدته نيلي شرويرس. منذ صغره، كان يرافق والده في رحلاته للرسم في الريف الهولندي، مما أثرى تجربته الفنية المبكرة. في سن المراهقة، انضم إلى مجموعة من الفتيان الذين كانوا يرسمون في الحقول، وكان والده يقيّم أعمالهم ويشجعهم على الاستمرار.
درس شرويرس في الأكاديمية الملكية للفنون في لاهاي، ثم في الأكاديمية الحرة للفنون البصرية في نفس المدينة. تتلمذ على يد كريستيان دي مور وفرانسيس دي إرديلي، مما ساهم في تطوير مهاراته الفنية وصقل أسلوبه الخاص.

## الحياة المهنية
بعد تخرجه، بدأ شرويرس حياته المهنية كرسّام محترف، وعاش حياة الفنان المجتهد رغم التحديات المالية. خلال الحرب العالمية الثانية، رفض توقيع "إعلان الأصل الآري" الذي فرضه النازيون على الفنانين، مما اضطره للاختباء لتجنب الاعتقال. بعد الحرب، انتقل إلى أوترخت في أوائل الخمسينيات، حيث عاش حياة منعزلة ورفض الانضمام إلى أي جمعية فنية أو الالتزام بأي مدرسة فنية معاصرة. كما رفض الدعم المالي الحكومي المقدم للفنانين، مفضلًا الحفاظ على استقلاليته الفنية.

## الأسلوب الفني
تأثر أسلوب شرويرس بثلاثة عوامل رئيسية:
1. فقدان البصر في إحدى عينيه: في سن الرابعة عشرة، فقد شرويرس البصر في عينه اليمنى، مما أثر على قدرته على رؤية العمق والمنظور. هذا التحدي دفعه للتركيز على التباين بين الضوء والظل لخلق الإحساس بالعمق في أعماله، وأدى إلى تطوير أسلوب فني فريد يُعرف بـ الواقعية النفسية.
2. التفاعل مع المهمشين: بسبب ظروفه المالية، كان يستخدم نماذج من المشردين والمهمشين الذين التقاهم في مراكز الجيش الخلاصي. هذا التفاعل أثرى أعماله بمواضيع تعكس معاناة الإنسان والهامشية الاجتماعية.
3. الواقعية النفسية: في أعماله اللاحقة، ركز شرويرس على تشويه الأشكال البشرية للتعبير عن الصراعات الداخلية والمعاناة النفسية، مما أضفى على أعماله طابعًا دراميًا وعاطفيًا قويًا.

## المعارض
شارك شرويرس في العديد من المعارض، منها:
- 1943 – متحف فرانز هالز، هارلم
- 1944 – متحف ريجكس، أمستردام
- 1944 – استوديو بولخري، لاهاي
- 1949 – هوفويك، فوربورخ
- 1959 – آختير دي دوم، أوترخت
- 1960 – دي إيشوف، نورخ، درينته
- 1983 – استوديو VARA، هيلفرسوم
- 1992/93 – معرض جيستر للفنون، أمستردام
- 1994 – متحف المدينة، ووردن
- 1994/95 – جامعة VU، أمستردام
- 1995 – متحف دي ويغر، ديورن
- 1995 – متحف كاثارينكونفنت، أوترخت
- 2000 – متحف "ربنا الحبيب في العلية"، أمستردام
- 2010 – كنيسة دوم، أوترخت
- 2011 – جامعة CHE، إيده
- 2012 – متحف البلدية، لاهاي
- 2015 – متحف أرنهيم
- 2019 – معرض الصيف 19، الحب والفن يقاومان كل شيء.

## الإرث
عند وفاته، ترك شرويرس وراءه أكثر من ألف عمل فني، بما في ذلك اللوحات، الرسومات، والنقوش. تم تقييم أعماله من قبل خبراء من متاحف ومجلات فنية ومؤسسات مزادات بارزة، وأجمعوا على جودتها وأصالتها. نصح الخبراء عائلته بالحفاظ على المجموعة معًا وتنظيم معارض للتعريف بأعماله. تم إنشاء موقع إلكتروني خاص بأعماله لعرض إرثه الفني.